# Gare de Tourcoing
Ne doit pas être confondue avec la gare de Tourcoing-les-Francs.
Pour la station de métro, voir Gare de Tourcoing (métro de Lille).
La gare de Tourcoing est une gare ferroviaire française des lignes de Fives à Mouscron et de Somain à Halluin, située sur le territoire de la commune de Tourcoing, dans le département du Nord, en région Hauts-de-France.
C'est une gare de la Société nationale des chemins de fer français (SNCF), desservie par des trains à grande vitesse (services TGV inOui et Ouigo) et des trains régionaux (de la SNCB, ainsi que ceux du réseau TER Hauts-de-France).

## Situation ferroviaire
Établie à 41 mètres d'altitude, la gare de Tourcoing est située au point kilométrique (PK) 12,396 de la ligne de Fives à Mouscron (frontière), entre la gare de Roubaix et, en direction de Mouscron, la frontière franco-belge.
C'était une gare de bifurcation avec la ligne de Somain à Halluin (en partie désaffectée), où elle se trouvait, au PK 276,049, entre la gare de Roubaix - Wattrelos et le point d'arrêt du Blanc-Seau.

## Histoire
La première gare de Tourcoing (située à hauteur de la rue Louis-Leloir) est mise en service le 14 novembre 1842, en présence du duc de Nemours et d'Adolphe Thiers, par le « chemin de fer de Paris à la frontière de Belgique, avec embranchement de Lille sur Calais et Dunkerque », qui deviendra la Compagnie des chemins de fer du Nord en 1845.
Le tableau du classement des gares du département du Nord pour l'année 1862, réalisé par Eugène de Fourcy, ingénieur en chef du contrôle, place la station de Tourcoing au 17e rang, et au 38e pour l'ensemble du réseau du Nord, avec une recette totale de 268 179,62 francs. Dans le détail, cela représente : 104 231,11 francs pour un total de 145 191 voyageurs transportés, la recette marchandises étant de 29 517,30 francs (grande vitesse) et 134 431,21 francs (petite vitesse).

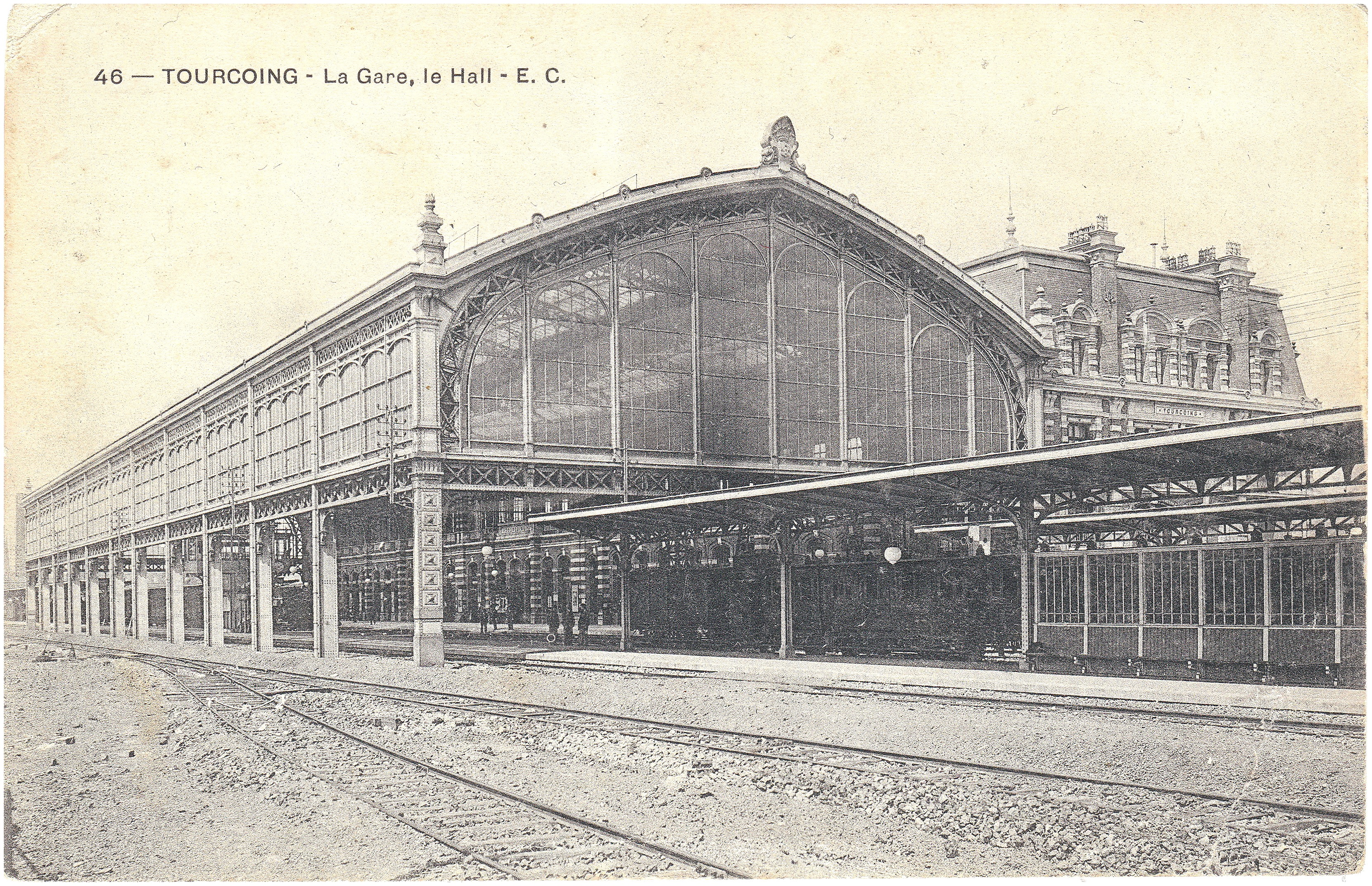
La gare, avant la Première Guerre mondiale.

La première gare est rapidement débordée par le trafic engendré par la cité textile spécialisée dans la laine à la Belle Époque. Ainsi, l'actuelle gare de Tourcoing est construite en 1905, grâce à une signature de convention entre la Compagnie des chemins de fer du Nord et la municipalité. Située sur une place alors très fréquentée et à quelques minutes du centre-ville, on va y trouver une gare de voyageurs, et des voies extérieures vouées au transport de marchandises. Les plans du projet sont dressés par le trio d'architectes et d'ingénieurs Clément Ligny, M. Aumont et Vainey. La gare a longtemps été attribuée à l'architecte Sidney Dunnett, qui meurt cependant en 1895, bien avant la naissance du projet. En effet, les plans de la gare sont dressés à la fin de l'année 1903 et au début de l'année 1904. Ils sont signés par les trois ingénieurs, qui se sont inspirés d'une de ses réalisations, la gare de Roubaix, dans la ville voisine, en y ajoutant une cour pavée. On y retrouve le même style néo-Louis XIII, qui se prête bien à la région du fait de l'usage de la brique, ainsi que le même hall central accueillant les voyageurs, présentant en façade un important pignon métallique vitré, cerné de piles de briques et de pierres et surmonté d'une horloge. Le bâtiment central, comportant une façade longue de 110 mètres, est complété par deux corps annexes, séparés du hall par deux constructions basses percées de baies en arc bombé, comptant chacune dix travées. Les pavillons latéraux sont couronnés par une haute mansarde, d'où émergent des cheminées en brique. Des pilastres, sur lesquels alternent la pierre et la brique, scandent les façades. L'un des pavillons accueillait un hôtel, l'autre un bureau de poste. La composition de cette façade, réalisée par l'architecte Ligny, répond à la place prenant une forme en trident,. On y trouvait également un restaurant avec buffet, des logements, des bureaux, une salle d'attente, un télégraphe et une douane (car Tourcoing fut une importante gare frontière). Jouxtant les façades donnant sur les voies ferrées, une grande halle métallique abritait les quais,.
C'est de la gare de Tourcoing qu'est parti le « Train de Loos », le 1er septembre 1944 (alors que les Allemands quittaient Lille), qui emmène en déportation en Allemagne 871 prisonniers politiques détenus à la prison de Loos-lez-Lille. Ce jour-là, les prisonniers sont amenés par camions, et seront entassés à 80 voire 90 par wagons. Seuls 23 détenus échapperont à la déportation, grâce à un pneu crevé. La plupart des prisonniers seront affectés au déminage des voies ferrées en Allemagne puis seront enfermés dans différents camps de concentration nazis, comme Oranienbourg-Sachsenhausen ou Buchenwald.
Le bâtiment voyageurs fait l'objet d'une inscription au titre des monuments historiques depuis le 28 décembre 1984.
Le 23 mai 1993, la mise en service partielle de la LGV Nord entraîne le remplacement par des TGV d'une partie des trains Corail Paris – Lille – Tourcoing, qui eux-mêmes étaient les remplaçants des TEE Faidherbe, Gayant et Watteau (ayant circulé du 2 octobre 1978 jusqu'à, respectivement, la fin mai des années 1987, 1986 et 1991). Après plusieurs années de réduction progressive de l'offre des Corail, les TGV sont, entre fin 1999 et début 2021 (année où est créé un TER Paris – Longueau – Lille), les seuls trains permettant de rejoindre l'agglomération lilloise depuis la capitale.
Trois aller-retours quotidiens par TGV à bas coûts (Ouigo) sont mis en place en décembre 2015 : un en direction de Lyon, un vers Nantes et un autre vers Rennes. Cela nécessite de légers réaménagements de la gare pour un coût de 200 000 euros, dans le cadre de l'embarquement des voyageurs. Le service Ouigo a amené un surplus d'un million de passagers entre décembre 2015 et juin 2017, ce qui fait désormais de Tourcoing la troisième gare de la métropole (après Lille-Flandres et Lille-Europe). Cette augmentation se retrouve sur ses estimations annuelles de fréquentation, réalisées par la SNCF : de 169 429 voyageurs en 2015, ce nombre est passé à 840 616 en 2016 puis 1 048 189 en 2017, mais a ensuite baissé pour atteindre 731 606 en 2018, 610 714 en 2019 et 425 537 en 2020 (cette dernière année étant marquée par les conséquences de la pandémie de Covid-19) ; il remonte toutefois à 534 310 en 2021, 609 158 en 2022 et 710 223 en 2023.

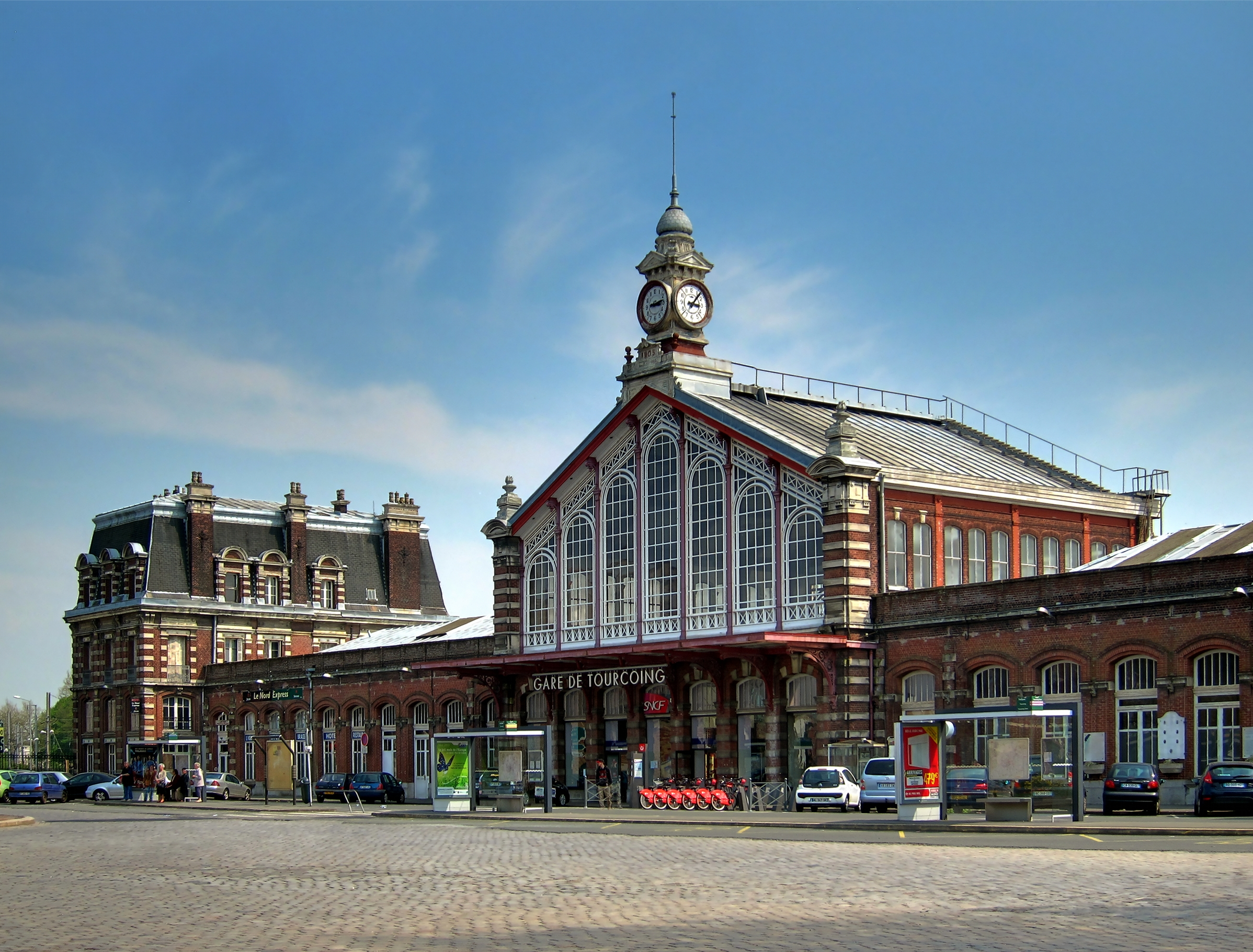
Le bâtiment voyageurs et le parvis, avant les travaux de rénovation.

En juin 2017, la ville annonce qu'elle va racheter l'ancienne halle Sernam, pour un montant d'1,1 million d'euros ; ce rachat est effectué en juin 2018, mais elle la revend à un promoteur immobilier en décembre 2019 (pour que ce dernier la réhabilite, en l'occurrence en hôtel et bar-restaurant, mais aussi en bureaux pour abriter le siège social de Vertbaudet). Par ailleurs, entre 2020 et 2022, le bâtiment voyageurs (où deux cellules commerciales à louer sont aménagées, une dans chaque aile,) et ses abords subissent des travaux afin de le restaurer et de créer un pôle d'échanges ; d'un coût de 7,2 millions d'euros, ce chantier permet également de requalifier les espaces publics pour les piétons et les autres moyens d'intermodalité, avec la création d'un garage à vélos et d'un parking relais de 270 places. En outre, une desserte par le tramway est envisagée à moyen terme.

## Service des voyageurs

### Accueil
On y trouve un espace de vente de billets et une billetterie automatique.

### Desserte
La gare accueille :

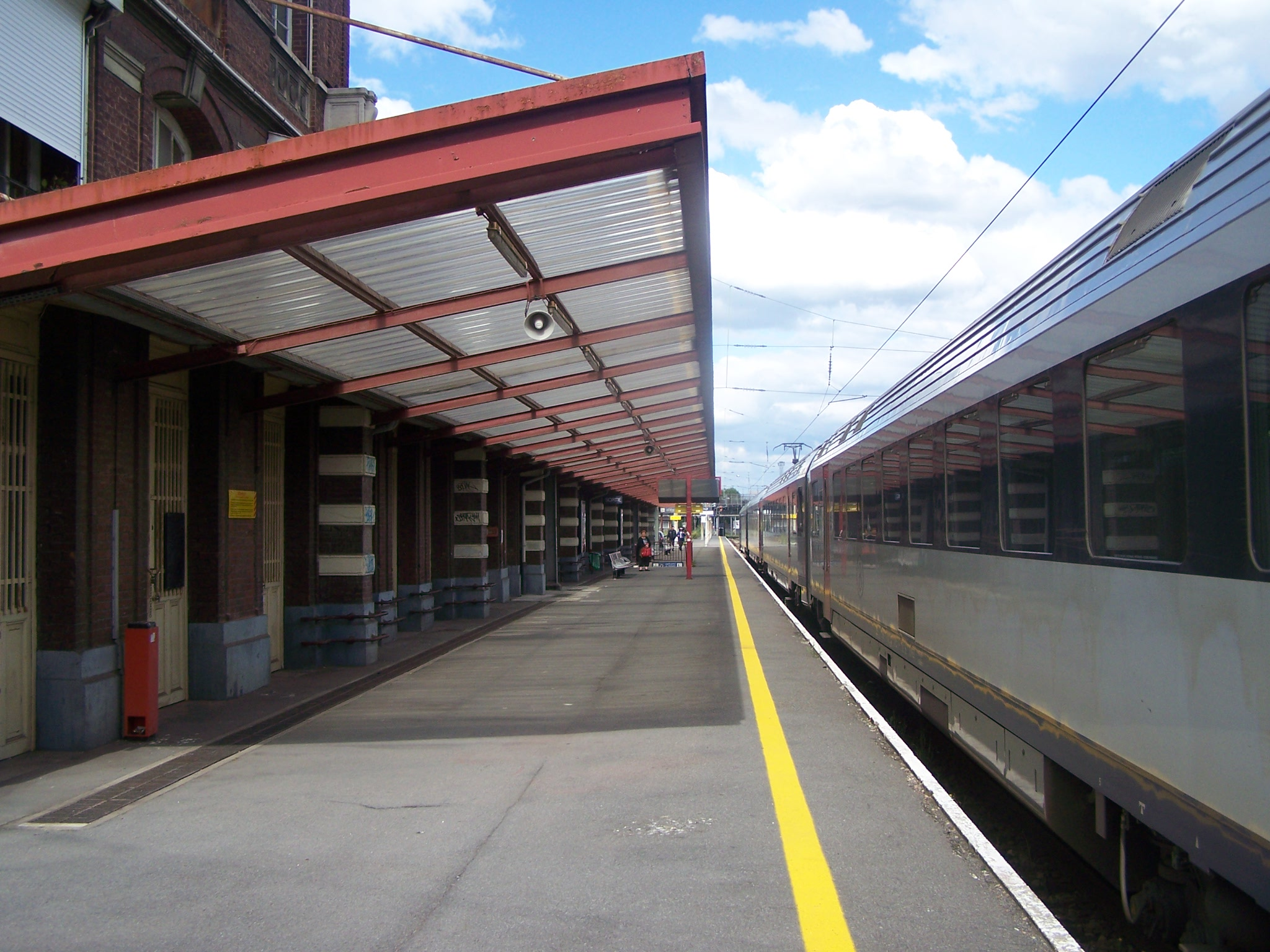
Desserte par un train belge.

- des TGV inOui vers Paris, via Lille et Arras ;
- des trains Ouigo, vers Montpellier, Marseille et Bordeaux ;
- des InterCity (IC) — trains appelés TER sur leur parcours effectué en France —, reliant Lille à Courtrai et Anvers (via Mouscron) ;
- des trains TER Hauts-de-France, circulant uniquement entre Tourcoing et Lille (les jours ouvrés).

En outre, plusieurs trains de pèlerins partent de Tourcoing vers Lourdes chaque année, assurés avec du matériel TGV (en remplacement des trains Corail,).

### Intermodalité
La gare de Tourcoing est desservie par le réseau Ilévia, avec :
- plusieurs lignes de bus : L4 et L8 (Lianes), 17, 35, Z1 et Z4 ;
- la ligne 2 du métro, à la station Gare de Tourcoing (située à environ 400 mètres, en empruntant l'avenue Alfred-Lefrançois).

Par ailleurs, un parking, situé avenue Alfred-Lefrançois, et des arceaux pour les vélos, installés devant le bâtiment voyageurs, sont disponibles.

## Garage de Tourcoing
Un garage accueillant des rames TGV est implanté à l'est de la gare, sur l'emplacement de l'ancien chantier du régime accéléré (RA) ; il est situé en partie sur le territoire de la commune voisine de Wattrelos, ainsi qu'à proximité de la frontière avec la Belgique. Faisant partie du Technicentre Nord-Pas-de-Calais, il pallie la saturation de celui de Fives, en s'occupant comme ce dernier de l'entretien courant de rames POS, mais également de Duplex (dont celles utilisées par Ouigo).

## Au cinéma
La gare de Tourcoing servit de décor pour la scène d'ouverture du film Le Corps de mon ennemi (1976), réalisé par Henri Verneuil. Elle y est renommée « gare de Cournai », et on voit l'arrivée de l'acteur Jean-Paul Belmondo par un train.
Des scènes de plusieurs épisodes de la troisième saison de la série policière Les Petits Meurtres d'Agatha Christie sont tournées en 2020 devant la gare, ainsi que dans deux rues voisines. L'action se déroulant dans les années 1970, des véhicules d'époque ont été placés dans ces dernières.